# کریم صالح عظیمی
کریم صالح عظیمی (زادهٔ ۱۳۲۵ در تبریز) ردیف‌دان و خواننده موسیقی سنتی ایرانی است.

## زندگی
صالح عظیمی در سال ۱۳۴۲ با اقبال آذر آشنا شد و تا آخر عمر اقبال از مجلس درس او بهره برد. او در کنار رضاقلی ظلی و ابراهیم بوذری، از شاگردان برجسته اقبال آذر است. همچنین در سال ۱۳۵۳ در مکتب آذر به فراگیری ردیف‌های آوازی پرداخت و موفق به اخذ گواهی از او گردید. او همچنین نزد عبدالله دوامی، دوره عالی ردیف آوازی را گذراند.احمد عسکری نیا، آرش کامور، پرواز همای، عبدالحسین مختاباد و ابوالحسن مختاباد و جاوید عباسی فلاح از شاگردان او هستند.
در مراسم اختتامیه سی و چهارمین جشنواره موسیقی فجر از کریم صالح عظیمی تجلیل به عمل آمد.

## فعالیت‌ها
وی کنسرت‌هایی را با تأکید بر اجرای ردیف‌های موسیقی ایرانی به همراه داود آزاد، داریوش طلایی و مجید کیانی بر روی صحنه اجرا کرده‌است. هم چنین او به همراه داود آزاد کنسرت‌هایی را در خارج از ایران نیز به روی صحنه برده‌است.

## تجلیل
۹ مهر ۱۳۹۵، در فرهنگ سرای ارسباران از خدمات و فعالیت‌های هنری کریم صالح عظیمی طی مراسمی تجلیل شد. دز این مراسم هنرمندانی همچون داود آزاد و فاضل جمشیدی به سخنرانی پرداختند. هم چنین عبدالحسین مختاباد به همراه حسین پرنیا، هادی منتظری و سبحان مهدی پور در این مراسم به اجرای برنامه پرداختند.

## آلبوم‌ها و آثار
از صالح عظیمی تاکنون دو آلبوم آوای شور و آوای همایون به صورت رسمی منتشر شده‌است.